# جام طلایی کونکاکاف ۲۰۲۳
جام طلایی کونکاکاف ۲۰۲۳ هفدهمین دورهٔ جام طلایی کونکاکاف بود که از ۲۴ ژوئن تا ۱۶ ژوئیه به میزبانی ایالات متحده آمریکا و کانادا برگزار شد.
آمریکا به عنوان مدافع عنوان قهرمانی و قهرمان جام طلایی کونکاکاف ۲۰۲۱ در این مسابقات شرکت کرد که در نهایت در مرحله نیمه نهایی، با نتیجه ۲ بر ۱ مغلوب پاناما شد.
مکزیک در فینال با نتیجه ۱ بر ۰ بر پاناما غلبه کرد و به نهمین قهرمانی خود در جام طلایی کونکاکاف رسید.

## ورزشگاه ها
کونکاکاف در ۱۰ آوریل سال ۲۰۲۳ میلادی اعلام کرد که ۱۵ ورزشگاه قرار است از جام طلایی ۲۰۲۳ میزبانی کنند. ورزشگاه بی ام او فیلد در تورونتو تنها ورزشگاه غیر آمریکایی بود که اولین ورزشگاه کانادایی میزبان این رقابت ها بعد از فصل ۲۰۱۵ بود.

بازی فینال در ورزشگاه سوفای در اینگلوود آمریکا برگزار شد.
| - Canada - 1 تورونتو | - United States - 2 آرلینگتون، تگزاس - 3 شارلوت، کارولینای شمالی - 4 شیکاگو - 5 سینسیناتی، اوهایو - 6 فورت لادردیل، فلوریدا - 7 گلندیل، آریزونا - 8 هریسون، نیوجرسی - 9 هیوستون - 10 هیوستون - 11 اینگلوود، کالیفرنیا - 12 پارادایس، نوادا - 13 سن دیگو - 14 سانتا کلارا، کالیفرنیا - 15 سنت لوئیس |

### ورزشگاه های جام طلایی ۲۰۲۳:
| تورونتو          | آرلینگتون، تگزاس     | شارلوت، کارولینای شمالی |
| ---------------- | -------------------- | ----------------------- |
| ورزشگاه بی ام او | ورزشگاه ای تی اند تی | ورزشگاه بنک آو آمریکا   |
| ظرفیت: ۳۰,۹۹۱    | ظرفیت: ۸۰,۰۰۰        | ظرفیت: ۷۴,۸۶۷           |
|                  |                      |                         |

| شیکاگو            | سینسیناتی، اوهایو | فورت لادردیل، فلوریدا |
| ----------------- | ----------------- | --------------------- |
| ورزشگاه سلجر فیلد | ورزشگاه تی کیو ال | ورزشگاه دی‌آروی پی‌ان‌کی |
| ظرفیت: ۶۱,۵۰۰     | ظرفیت: ۲۵,۵۱۳     | ظرفیت: ۱۸,۰۰۰         |
|                   |                   |                       |

| گلندیل، آریزونا       | هریسون، نیوجرسی              | هیوستون        |
| --------------------- | ---------------------------- | -------------- |
| ورزشگاه دانشگاه فینکس | ورزشگاه ردبول آرنا (نیوجرسی) | ورزشگاه ان‌آرجی |
| ظرفیت: ۶۳,۴۰۰         | ظرفیت: ۲۵,۰۰۰                | ظرفیت: ۷۲,۲۲۰  |
|                       |                              |                |

| هیوستون          | اینگلوود، کالیفرنیا | پارادایس، نوادا |
| ---------------- | ------------------- | --------------- |
| ورزشگاه شل انرژی | ورزشگاه سوفای       | ورزشگاه الیجنت  |
| ظرفیت: ۲۲,۰۳۹    | ظرفیت: ۷۰,۲۴۰       | ظرفیت: ۶۱,۰۰۰   |
|                  |                     |                 |

| سن دیگو            | سانتا کلارا، کالیفرنیا | سنت لوئیس        |
| ------------------ | ---------------------- | ---------------- |
| ورزشگاه Snapdragon | ورزشگاه لیوایز         | ورزشگاه CityPark |
| ظرفیت: ۳۵,۰۰۰      | ظرفیت: ۶۸,۵۰۰          | ظرفیت: ۲۲,۵۰۰    |
|                    |                        |                  |

## تیم های شرکت کننده

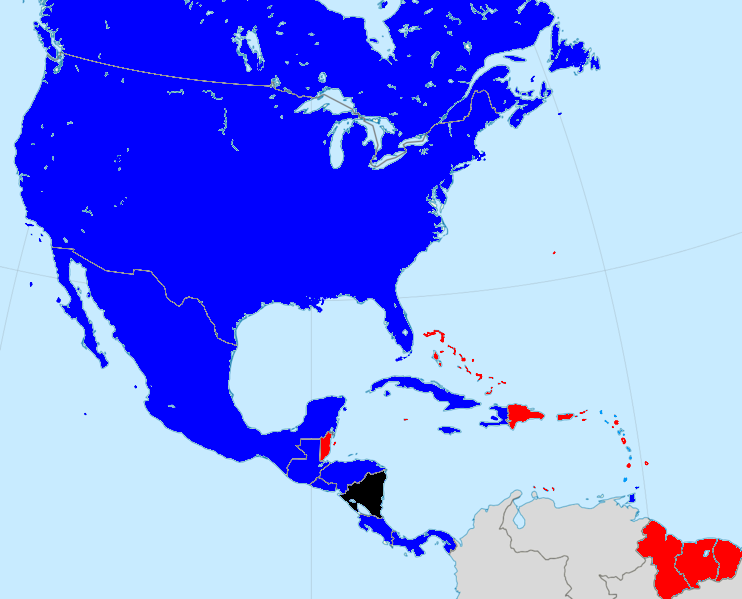
آبی: تیم های راه یافته.قرمز: تیم هایی که راه نیافتند.سیاه: تیم هایی که محروم شدند یا انصراف دادند.

در ۲ سپتامبر ۲۰۲۰ کونکاکاف اعلام کرد که میزبان جام جهانی فوتبال ۲۰۲۲، قطر در هر دو دوره ۲۰۲۱ و ۲۰۲۳ شرکت خواهد کرد. بقیه تیم ها از طریق لیگ ملت‌های کونکاکاف ۲۰۲۲–۲۳ و مقدماتی جام طلایی کونکاکاف ۲۰۲۳ صعود کردند:
- ۸ تیم برتر لیگ ملت های A به جام طلایی صعود کردند و بقیه تیم های این لیگ به مقدماتی جام طلایی راه یافتند.
- ۴ تیم برتر لیگ ملت های B به جام طلایی صعود کردند و بقیه تیم های این لیگ به مقدماتی جام طلایی راه یافتند.
- ۴ تیم حاظر در لیگ ملت های C به مقدماتی جام طلایی راه یافتند.
- ۳ تیم برتر در مقدماتی جام طلایی به این جام راه یافتند.

| تیم ها            | تاریخ صعود     | تعداد حضور      | آخرین سال حضور | بهترین عملکرد قبلی                                                                |
| ----------------- | -------------- | --------------- | -------------- | --------------------------------------------------------------------------------- |
| قطر               | ۲ سپتامبر ۲۰۲۰ | ۲ بار           | ۲۰۲۱           | نیمه نهایی (۲۰۲۱)                                                                 |
| پاناما            | ۱۲ جوئن ۲۰۲۲   | ۱۱ بار (۱۲ بار) | ۲۰۲۱           | دوم (۲۰۰۵, ۲۰۱۳)                                                                  |
| جامائیکا          | ۱۴ جوئن ۲۰۲۲   | ۱۳ بار (۱۵ بار) | ۲۰۲۱           | دوم (۲۰۱۵, ۲۰۱۷)                                                                  |
| السالوادور        | ۱۴ جوئن ۲۰۲۲   | ۱۳ بار (۱۹ بار) | ۲۰۲۱           | یک چهارم نهایی (۲۰۰۲, ۲۰۰۳, ۲۰۱۱, ۲۰۱۳, ۲۰۱۷, ۲۰۲۱) نیمه نهایی (۱۹۶۳, ۱۹۸۱)       |
| مکزیک             | ۲۳ مارس ۲۰۲۳   | ۱۷ بار (۲۵ بار) | ۲۰۲۱           | قهرمان (۱۹۹۳, ۱۹۹۶, ۱۹۹۸, ۲۰۰۳, ۲۰۰۹, ۲۰۱۱, ۲۰۱۵, ۲۰۱۹) قهرمان (۱۹۶۵, ۱۹۷۱, ۱۹۷۷) |
| ایالات متحده      | ۲۴ مارس ۲۰۲۳   | ۱۷ بار (۱۹ بار) | ۲۰۲۱           | قهرمان (۱۹۹۱, ۲۰۰۲, ۲۰۰۵, ۲۰۰۷, ۲۰۱۳, ۲۰۱۷, ۲۰۲۱) دوم (۱۹۸۹)                      |
| هائیتی            | ۲۵ مارس ۲۰۲۳   | ۹ بار (۱۶ بار)  | ۲۰۲۱           | نیمه نهایی (۲۰۱۹) قهرمان (۱۹۷۳)                                                   |
| کاستاریکا         | ۲۵ مارس ۲۰۲۳   | ۱۶ بار (۲۲ بار) | ۲۰۲۱           | دوم (۲۰۰۲) قهرمان (۱۹۶۳, ۱۹۶۹, ۱۹۸۹)                                              |
| کانادا            | ۲۵ مارس ۲۰۲۳   | ۱۶ بار (۱۹ بار) | ۲۰۲۱           | قهرمان (۲۰۰۰) قهرمان (۱۹۸۵)                                                       |
| هندوراس           | ۲۵ مارس ۲۰۲۳   | ۱۶ بار (۲۲ بار) | ۲۰۲۱           | دوم (۱۹۹۱) قهرمان (۱۹۸۱)                                                          |
| کوبا              | ۲۶ مارس ۲۰۲۳   | ۱۰ بار (۱۲ بار) | ۲۰۱۹           | یک چهارم نهایی (۲۰۰۳, ۲۰۱۳, ۲۰۱۵) چهارم (۱۹۷۱)                                    |
| گواتمالا          | ۲۷ مارس ۲۰۲۳   | ۱۲ بار (۲۰ بار) | ۲۰۲۱           | چهارم (۱۹۹۶) قهرمان (۱۹۶۷)                                                        |
| ترینیداد و توباگو | ۱۲ جوئن ۲۰۲۳   | ۱۲ بار (۱۸ بار) | ۲۰۲۱           | نیمه نهایی (۲۰۰۰) دوم (۱۹۷۳)                                                      |
| گوادلوپ           | ۲۰ جوئن ۲۰۲۳   | ۵ بار           | ۲۰۲۱           | نیمه نهایی (۲۰۰۷)                                                                 |
| مارتینیک          | ۲۰ جوئن ۲۰۲۳   | ۸ بار           | ۲۰۲۱           | یک چهارم نهایی (۲۰۰۲)                                                             |
| سنت کیتس و نویس   | ۲۰ جوئن ۲۰۲۳   | ۱ بار           | بدون حضور قبلی | بدون حضور قبلی                                                                    |